# Psicología industrial
Es la disciplina que se encarga de la selección, la formación y la superación de los trabajadores. Esta especialización analiza el comportamiento humano en el ámbito de la industria y los negocios;

## Historial
La preocupación científica por el trabajo manual y sus problemas es de reciente origen, aunque dispersas referencias a la materia pueden rastrearse en épocas remotas. Desde el punto de vista de la medicina industrial, la monografía de Paracelso Enfermedad del minero y otros padecimientos de los mineros, publicada en 1567, es un hito importante, pero el libro de texto más antiguo parece haber sido Enfermedades de los artesanos, de Bernardino Ramazzini. 
Por su parte, el psicólogo industrial puede pretender haber estado representado en el siglo XVI. El libro del médico y humanista español Juan Huarte de San Juan, Examen de ingenios, fue el primer intento de estudiar lo que ahora se conoce como orientación vocacional. Huarte reconoció que las personas varían en inteligencia general y en habilidades especiales y recomendaba que se hiciera un esfuerzo por descubrir las inclinaciones especiales de cada individuo, con objeto de que se le pudiese impartir la clase de adiestramiento a que mejor se prestaba.
Importantes estudios sobre trabajos, movimientos y fatiga fueron efectuados por los fisiólogos Coulomb y Marey en los siglos XVIII y XIX, respectivamente. Pero la moderna psicología industrial no podía comenzar hasta que la psicología general llegara a ser ciencia experimental; suceso que data de 1879, cuando Wilhelm Wundt fundó en la Universidad de Leipzig el primer laboratorio dedicado al estudio de la conducta humana.
Las ideas fundamentales de Huarte de San Juan son las siguientes: los hombres difieren ampliamente en sus aptitudes y cualidades; las diversas profesiones y estudios exigen diferentes «ingenios»; es posible averiguar cuáles son estas exigencias y diagnosticar aquellas aptitudes; es necesario hacerlo para que «cada uno ejecute sólo aquel arte para el cual tenga talento natural y deje las demás, para que el carpintero no haga obra tocante al oficio del labrador, ni el tejedor del arquitecto, ni el jurisperito cure, ni el médico abogue».
Estas ideas son hoy, de nuevo, la base de la psicología del trabajo. Desgraciadamente, fueron olvidadas o desatendidas durante varios siglos. El creciente desarrollo industrial de los siglos XVIII y XIX, impulsado por el progreso de las ciencias físicas, fue a menudo acompañado por la negligencia total el factor humano en el trabajo. Era éste considerado, casi exclusivamente, en su aspecto productivo, y aun de este aspecto solo importaba el factor material e instrumental.
La sociedad reaccionó, razonable o violentamente, contra esta situación. Diversos movimientos filosóficos, religiosos y políticos subrayaron el carácter personal y social del trabajo. La ciencia misma comenzó a aplicar sus métodos al estudio del trabajador y a descubrir que, incluso en el aspecto productivo, la consideración del factor humano es muy necesaria.
En el desarrollo de la nueva psicología del trabajo, que corrientemente se designa con el nombre de psicología industrial, pueden distinguirse dos etapas:
En la primera domina el aspecto productivo; el fin de la psicología industrial es la selección de los individuos y métodos de trabajo que mejor se adapten a la buena producción. Una profesión es considerada como el medio adecuado a las capacidades e intereses de un individuo, en el cual puede éste tener un alto rendimiento y satisfacción. Los temas predominantes en esta época son la selección de trabajadores, la orientación profesional, los métodos de aprendizaje y de trabajo, la fisiología del trabajo y el estudio de los accidentes y de la fatiga.
La segunda etapa se caracteriza por la atención creciente que se concede a los aspectos personales y sociales del trabajo, con cierto predominio quizá de estos aspectos sobre el productivo, al menos en teoría, pues en la práctica sigue predominando, por lo general, el aspecto productivo.
La intervención de psicólogos en los procesos de selección de personal y la aplicación de pruebas psicológicas con ese fin han adquirido en tiempos recientes una proliferación que ha suscitado críticas y cuestionamientos. Se ha denunciado la actividad de "mercaderes de la certeza" que aplican pruebas cuyos resultados no dan un grado de certeza mayor a la del mero azar. Se ha afirmado que "la pretensión de que con base en un estudio de la personalidad se pueda establecer un pronóstico de índole laboral es francamente desmesurada, perjudicial para quienes se someten a tales pruebas e incierta para quienes pagan por los tests y reciben los informes." Por otra parte, también se han hecho objeciones de índole ética a los análisis de la psicología profunda que "escudriñan la personalidad o buscan evaluar la integridad o la honestidad de las personas."

## Los temas de la psicología del trabajo
Tres son los grandes temas a tratar:
1- El análisis del trabajo simple y complejo, psicológicamente industrializado 
2- La adaptación del trabajador al trabajo
3- La adaptación del trabajo al trabajador
El primer paso es el análisis del trabajo, para conocer su estructura técnica, personal y social. Tal es el objeto de la profesiografía.
El segundo paso es, una vez conocida la estructura del trabajo, tratar de adaptar al hombre a las exigencias de ese trabajo, orientando a cada uno hacia los tipos de trabajo que más convengan a su personalidad, seleccionando para cada tarea a los más aptos, y enseñando a los así seleccionados la mejor manera de realizar su cometido. Tales son, respectivamente, los objetos de tres grandes capítulos de la psicología del trabajo: la orientación profesional, la selección profesional y la formación profesional. 
El tercer paso es, una vez conocido el trabajo y el tipo general de trabajador que requiere, procurar adaptar el proceso mismo del trabajo y el ambiente físico y humano en que se realiza a las condiciones del trabajador. Sus medios principales son la adaptación funcional de máquinas y herramientas, la buena ordenación del material y de los ciclos de trabajo, el control adecuado de las condiciones ambientales, como luz, ventilación, calor, ruidos, etc.; los sistemas de retribución y el estudio de las relaciones humanas de la empresa.

## Causas de la conducta
Norman R. F. Maier describe la causalidad de la conducta mediante la siguiente secuencia:
Situación (estímulo) (S) → Organismo (O) → Conducta (C) → Realización (R)
Situación: incluye la luz, los ruidos, la rutina del trabajo, las demás personas, los actos del supervisor y cualquier aspecto ambiental al que la persona sea sensible.
Organismo: incluye la herencia y muchos aprendizajes, tales como conocimientos, destrezas, determinadas necesidades, actitudes y valores.
Conducta: incluye movimientos físicos, el habla, la expresión facial, las respuestas emocionales y el pensamiento.
Realización: incluye el cambio en la estimulación, la supervivencia, la evasión, los accidentes, el ataque de los demás, etc.
El proceso causal: con objeto de explicar la conducta, debe incluirse una descripción de S, así como de O. La interacción de las dos debe preceder a la conducta, que es el resultado de esta interacción. La conducta (C) da lugar a cambios que alteran la relación entre el organismo (O) y su mundo. El cambio producido por la conducta es una realización (R), que puede ser deseable o no deseable. Puede, en cada caso, alterar el estímulo-situación para el organismo en cuestión o servir como estímulo para otros organismos. 
La conducta de una persona, por consiguiente, puede influir sobre el mundo de esa persona y puede influir también sobre las demás personas. De esta forma la realización de una parte de la conducta puede llegar a ser estimulación para otras personas.

## Psicología de las actitudes
Los psicólogos saben que la actitud de un individuo es un factor importante para determinar la forma en la que experimentará un estímulo-situación. Por consiguiente, un conocimiento de las actitudes contribuye en gran manera a una comprensión de las reacciones de las personas. 
Desde un punto de vista psicológico, una actitud es una cierta tendencia mental. Representa una predisposición a formar ciertas opiniones. A un empleado se le pide que diga lo que piensa de su salario. Lo que responda es su opinión. La actitud es más general e influye sobre su opinión.
Una actitud desfavorable hacia la empresa hará que un trabajador exprese una serie de opiniones desfavorables. Se pueden pronosticar sus opiniones sobre materias no cubiertas por cuestiones directas, una obtenido un conocimiento de su actitud. Si ocurre alguna cosa que cambie su actitud, sus opiniones sobre ciertos asuntos mostrarán una marcada modificación. 
Las opiniones no conducen a las actitudes; las opiniones reflejan las actitudes y éstas se pueden detectar por las opiniones expresadas. 
Las justificaciones son el producto de las opiniones, y no deberían confundirse con su causa. Una justificación es una defensa individual de una opinión y la naturaleza de la defensa depende de la opinión que se defiende. Cuando cambia la opinión, cambia la defensa, pero la destrucción de la defensa no destruye la opinión.

## Motivación
El motivo es una razón para expresar una actitud determinada. Si podemos controlar los motivos de los hombres, podemos controlar la conducta que expresarán. Un hombre puede lograr que otros trabajen para él ofreciéndoles dinero por el trabajo. Un hombre hará lo que otro desea siempre que éste pueda manipular adecuadamente las circunstancias; unos pocos individuos pueden ejercer una gran influencia sobre la conducta de los demás. La sola limitación del grado de este control es que no se puede motivar a ningún individuo a hacer lo que es incapaz de hacer. La motivación entonces es una forma de expresar una actitud que una persona ya posee.
El profano habla de la “voluntad” de un hombre para hacer alguna cosa, y distingue entre la voluntad y la aptitud para hacer. La palabra “voluntad” implica que existe un poder dentro del individuo que determina la expresión de la conducta. Puesto que las investigaciones psicológicas no han apoyado la existencia de tales poderes, el estudiante de psicología encuentra que los conceptos asociados con el término “motivación” son mucho más satisfactorios. Trataremos de la conducta del hombre en función de la motivación.
Una situación de motivación tiene un aspecto subjetivo y otro objetivo. El subjetivo es una condición en el individuo que se llama “necesidad”, “impulso” o “deseo”. El objetivo es un objeto fuera del individuo que se puede llamar “incentivo” o “fin”. Hay muchas pruebas que demuestran que existe una necesidad generalizada de alcanzar el éxito. Una persona puede esforzarse en solucionar problemas de aritmética, de palabras cruzadas y de memoria simplemente para satisfacer su necesidad de triunfar de una dificultad. 
Las personas difieren mucho en esta “necesidad de realización”, y sus diferencias se reflejan en la manera en que se esfuerzan en una tarea competitiva. Las personas que tienen altas necesidades de este tipo trabajarán con mayor esfuerzo en tareas que impliquen éxito que las personas con necesidades bajas. Estas diferencias explican indudablemente los éxitos de muchas personas mediocres en la industria y los resultados decepcionantes de muchos individuos de elevada inteligencia.
El móvil de la realización, cuando existe, se refleja en el pensamiento y la imaginación de las personas de igual forma que lo hacen las demás necesidades. La presencia de necesidades insatisfechas en las personas no significa que deban satisfacerse todas. Esto no es solo imposible, sino que no es conveniente puesto que sin necesidades activas sería imposible motivar a las personas.

## Dirección de supervisión
En cuanto a quien, o quienes, han de tomar las decisiones en una empresa, y los efectos que se producirán según el tipo de liderazgo adoptado, se tienen presente las tres posibilidades siguientes: democracia, autocracia y libertad individual.
Popularmente, la democracia se considera como un tipo de control del grupo, equidistante de la disciplina autocrática y la libertad individual (laissez-faire). Se puede apreciar fácilmente que si todos los individuos pudiesen hacer libremente lo que quisiesen, daría lugar a un estado de caos en cualquier situación en que el esfuerzo de grupo fuese necesario. Por consiguiente, al considerar la democracia como un estado intermedio, la consideramos como un estado entre el caos y el orden.
Hay otra forma, sin embargo, de ver las relaciones entre la autocracia, la democracia y el laissez-faire. Kurt Lewin, basándose en experimentos sobre estos diferentes tipos de control del grupo, ha descrito la responsabilidad asociada a cada tipo de liderazgo. En la autocracia, la responsabilidad reside en el dirigente; en la democracia, en el grupo, y en las situaciones de laissez-faire, se distribuye entre los individuos como entidades separadas.

## Selección profesional
El ideal de la psicología del trabajo es sustituir la selección por la orientación. La selección profesional suele ser un procedimiento técnico en el que se trata a los aspirantes como meros soportes impersonales de aptitudes, se escogen los que convienen a la empresa y se rechazan los demás sin atención a las lesiones que esto produzca en su personalidad ni a su futuro desarrollo. 
Tal proceder es injusto y antipsicológico. La orientación profesional debe procurar, a lo largo de la educación del individuo, que éste no se dirija hacia profesiones para las que es inepto. La selección profesional consistirá entonces, no en escoger a los aptos y rechazar a los torpes, sino en distribuir en los puestos y tareas especiales más indicadas, según sus aptitudes salientes y su personalidad, a los que, debidamente orientados, hayan llegado a un cierto campo profesional o empresa. El problema fundamental de la selección profesional es, en todo caso, averiguar los requisitos psicológicos de las diversas tareas realizadas en una empresa y elaborar los métodos adecuados para diagnosticarlos y medirlos en los sujetos.  

## Cambios en el concepto de dirección
La dirección en la industria ha cambiado radicalmente en el transcurso de la vida de un individuo. Este cambio no ha sido solo resultado del incremento y expansión de la técnica; se debe también al desarrollo de nuestros valores sociales. A comienzos del siglo XX el industrial actuaba como un dictador. Era fuerte e inhumano y describe sus valores la filosofía del “el poder hace el derecho” que caracterizó el pensamiento de los conquistadores afortunados y agresivos. Los dirigentes de ese periodo son descritos como ultraindividualistas y centrados en sí mismos. Las súplicas dirigidas por personas formadas socialmente para que actuasen con generosidad y amabilidad eran acogidas con la fría respuesta “los negocios son los negocios”. El empleado ofrecía muy poco interés para los dirigentes de este periodo, cuyo problema principal era destruir a sus competidores. “La supervivencia del más apto” en la lucha económica parece resumir la ley que su ambiente les imponía. 
Gradualmente llegó a ponerse de manifiesto que los competidores no tenían por qué ser necesariamente vencidos, y apareció una nueva clase de dirigentes. Este nuevo tipo puede denominarse paternalista. Era bondadoso, y porque en el fondo sentía los intereses de sus empleados, actuaba más como un padre hacia sus hijos. Esperaba fidelidad, pedía respeto y daba a sus empleados lo que pensaba que era bueno para ellos. Su filosofía fundamental era la de ser “razonable pero firme”. Los empleados respondían a esta clase de dirección y las compañías que gozaron de esta clase de dirigentes alcanzaron la reputación de ser buenos sitios para trabajar. Como resultado, los dirigentes paternalistas tuvieron éxito en sus empresas y compitieron efectivamente con los industriales más inhumanos.
El tercer tipo de dirigente que aparece es el de “director comercial”. Llegó a hacerse evidente que el apoyo de los empleados era necesario para el éxito del negocio y que el uso de la fuerza para controlarlos encontraba solamente la oposición de la fuerza. Las amenazas de la sindicalización y de la legislación restrictiva pusieron en evidencia que las grandes empresas no podrían actuar ya diciendo “al diablo con la gente”. Los paternalistas habían demostrado que se puede conseguir más con la amabilidad que con el temor. Llevando más lejos esta forma de pensar, algunos dirigentes llegaron a la conclusión de que “más moscas se pueden cazar con azúcar que con vinagre”.

## Problemas psicológicos generales en la industria
La conducta del hombre está presente en todas las fases de la industria. Esto significa que los problemas psicológicos penetran todos sus aspectos. La lucha industrial, la moral y las actitudes son respuestas de los hombres a sus condiciones de trabajo e influyen directamente sobre el modo en que el personal trabaja y colabora con la dirección. Estas conductas son solamente síntomas; sus causas preceden a su expresión. Los principios que relacionan los síntomas de la tarea con sus causas deben ser indudablemente psicológicos por naturaleza.
El problema de la adaptación de los hombres a las tareas requiere que conozcamos la forma de analizar las aptitudes. Para hacer la adaptación adecuada, sin embargo, la tarea debe ser también analizada de modo que sepamos que aptitudes buscamos. Si las aptitudes que requiere una determinada tarea son demasiado complejas, el psicólogo puede cooperar con el ingeniero para reorganizar el trabajo, de modo que la tarea se vuelve a proyectar para utilizar en su mayor grado las aptitudes que sean aprovechables.
La voluntad de trabajar es en gran manera un problema psicológico. El incentivo económico no es suficiente para obtener la cooperación, porque la voluntad del hombre no se puede comprar a tan bajo precio. Incluso las decisiones de la alta dirección no pueden ser reducidas a un motivo utilitario. El prestigio, la libertad de elección y la seguridad llegan a ser lo más importante, una vez satisfechas las necesidades básicas.